# Trou de serrure gravitationnel

Un trou de serrure gravitationnel peut dévier suffisamment la trajectoire d'un astéroïde pour rendre une collision avec la Terre inéluctable.

En mécanique spatiale, un trou de serrure gravitationnel (ou trou de serrure de résonance) est une petite région de l'espace résultant de la combinaison des champs gravitationnels d'au moins deux corps célestes proches, et susceptible d'altérer fortement la trajectoire d'un objet qui la traverse. Notamment, la gravité combinée de la Terre et de la Lune crée un trou de serrure gravitationnel d'environ six cents mètres de large,. L'expression « trou de serrure » ne se réfère pas à sa forme mais au contraste entre l'immensité de l'espace et la petitesse de la région par laquelle un corps céleste devrait passer pour voir sa trajectoire fortement perturbée.
Les trous de serrure gravitationnels sont importants pour la détermination des trajectoires des astéroïdes. En effet, l'altération causée par un trou de serrure gravitationnel est susceptible de provoquer une éventuelle collision de l'astéroïde avec, par exemple, la Terre.
Les mécanismes impliqués sont comparables à ceux utilisés lors d'une assistance gravitationnelle.

## Incertitudes des calculs de trajectoires
En raison d'imprécisions dans les observations, d'imprécisions dans le cadre de référence des étoiles, de biais dans la pondération des grands observatoires par rapport aux plus petits, et de forces non gravitationnelles largement inconnues sur l'astéroïde, principalement l'effet Yarkovsky, la position et la trajectoire des astéroïdes sont caractérisées par une incertitude non négligeable dans les trois dimensions. Il n'existe pas de moyen de mesurer directement la distance des astéroïdes situés trop loin, ce paramètre doit être interpolé à partir d'autres données.
Bien que la gravité et en particulier les trous de serrures gravitationnels puissent provoquer un changement radical de l'orbite des astéroïdes, le plus grand défi pour la détermination des trajectoires d'astéroïdes est causé par la lumière du soleil qui est peut-être le facteur qui entraîne les plus grandes incertitudes.

## Astéroïdes concernés

### Apophis
Si l'astéroïde Apophis traversait un tel trou de serrure gravitationnel en 2029, il pourrait percuter la Terre en 2036, ce qui entraînerait des conséquences catastrophiques quel que soit le point d'impact vu la masse et la composition de ce corps.
Ces deux événements sont considérés comme d'une probabilité très faible mais non nulle, mesurée dès 2004 et révisée à la baisse en 2007. Des calculs plus précis ont été établis avec des données recueillies lors du passage d'Apophis en 2013 et ont permis de conclure qu'un tel passage était extrêmement improbable.

### Bénou
En septembre 2135, l'astéroïde Bénou passera très près de la Terre. Il est susceptible de traverser un trou de serrure gravitationnel et d'entrer sur une trajectoire de collision.